# 阿斯蒂帕莱阿岛

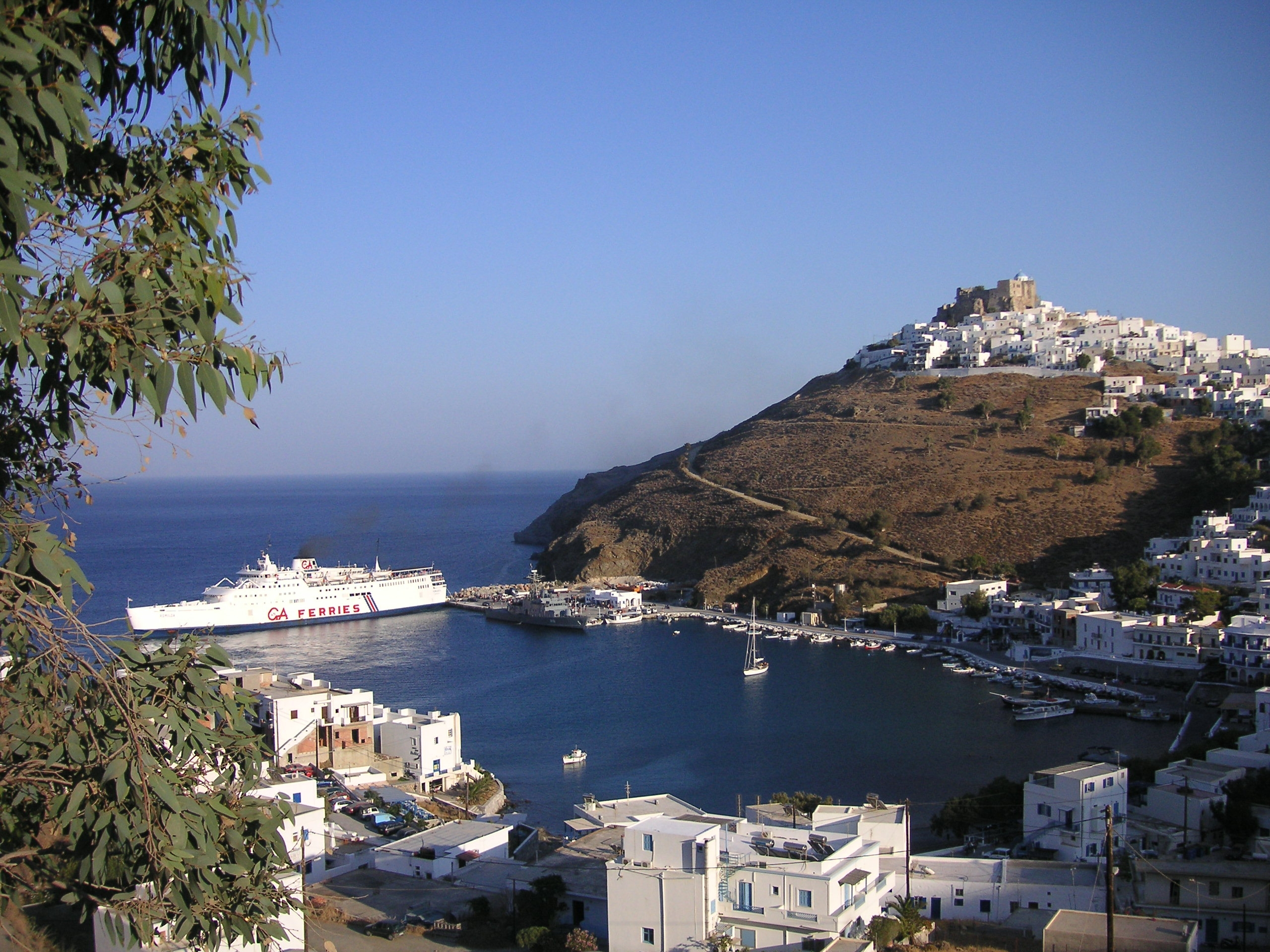
港口

阿斯蒂帕莱阿島（希臘語：Αστυπάλαια），在意大利语中称为斯坦帕利亚岛（義大利語：Stampalia），是希臘的島嶼，位於愛琴海東南部，屬於佐澤卡尼索斯群島的一部分，長18公里、寬13公里，面積97平方公里，2021年人口1,376。行政上该岛隶属于南愛琴大區卡利姆诺斯专区的阿斯蒂帕莱阿市镇。